# EF-Oatly-Cannondale
L'EF-Oatly-Cannondale és un equip de ciclisme femení estatunidenc de la segona divisió UCI Women's ProTeam fundat el 2024 i està afiliat a l'EF Education-EasyPost masculí.

## Classificacions UCI
Aquesta taula mostra la plaça de l'equip a la classificació de la Unió Ciclista Internacional a final de temporada i també la millor ciclista en la classificació individual de cada temporada.
| Rànquing UCI | Rànquing UCI     | Rànquing UCI                | Rànquing UCI |
| Any          | Rànquing d'equip | Millor ciclista al rànquing |              |
| ------------ | ---------------- | --------------------------- | ------------ |
| 2024         | 12è              | Kristen Faulkner (19è)      |              |
|              |                  |                             |              |
| Font: UCI    |                  |                             |              |

La taula següent mostra el rànquing de l'equip a la UCI World Tour femení, així com la seva millor ciclista en el rànquing individual.
| UCI World Tour | UCI World Tour   | UCI World Tour              | UCI World Tour |
| Any            | Rànquing d'equip | Millor ciclista al rànquing |                |
| -------------- | ---------------- | --------------------------- | -------------- |
| 2024           | -                | Kim Cadzow (56è)            |                |
|                |                  |                             |                |
| Font: UCI      |                  |                             |                |

## Composició de l'equip
| \| Llista de l'equip 2025 \| Llista de l'equip 2025 \| Llista de l'equip 2025 \| Llista de l'equip 2025 \| \| Ciclista \| Data de naixement \| Equip previ \| \| \| ---------------------- \| ---------------------- \| --------------------------------------- \| ---------------------- \| \| Megan Armitage \| 12 de agost de 1996 \| Arkéa Pro Cycling Team (2023) \| \| \| Nina Berton \| 3 de agost de 2001 \| Ceratizit-WNT Pro Cycling (2024) \| \| \| Letizia Borghesi \| 16 de octubre de 1998 \| EF Education-TIBCO-SVB (2023) \| \| \| Kim Cadzow \| 18 de desembre de 2001 \| Team Jumbo-Visma (2023) \| \| \| Henrietta Christie \| 23 de gener de 2002 \| Human Powered Health (2024) \| \| \| Clara Emond \| 5 de febrer de 1997 \| Arkéa Pro Cycling Team (2023) \| \| \| Veronica Ewers \| 1 de setembre de 1994 \| EF Education-TIBCO-SVB (2023) \| \| \| Kristen Faulkner \| 18 de desembre de 1992 \| Team Jayco AlUla (2023) \| \| \| Lotta Henttala \| 28 de juny de 1989 \| AG Insurance-Soudal Quick-Step (2023) \| \| \| Alison Jackson \| 14 de desembre de 1988 \| EF Education-TIBCO-SVB (2023) \| \| \| Cédrine Kerbaol \| 15 de maig de 2001 \| Ceratizit-WNT Pro Cycling (2024) \| \| \| Nina Kessler \| 4 de juliol de 1988 \| Team Jayco AlUla (2023) \| \| \| Mirre Knaven \| 18 de agost de 2004 \| AG Insurance-Soudal NXTG (2024) \| \| \| Sarah Roy \| 27 de febrer de 1986 \| Cofidis (2024) \| \| \| Noemi Rüegg \| 19 de abril de 2001 \| Team Jumbo-Visma (2023) \| \| \| Magdeleine Vallieres \| 10 de agost de 2001 \| EF Education-TIBCO-SVB (2023) \| \| \| Babette van der Wolf \| 29 de abril de 2004 \| Lifeplus Wahoo (2024) \| \| \| Alexandra Volstad \| 3 de gener de 2006 \| Grouwels-Watersley R&D Road Team (2024) \| \| \| \| \| \| \| \| Font: ProCyclingStats \| \| \| \| |                        |                                         |  |
| Llista de l'equip 2025 |                        |                                         |  |
| Ciclista | Data de naixement      | Equip previ                             |  |
| Megan Armitage | 12 de agost de 1996    | Arkéa Pro Cycling Team (2023)           |  |
| Nina Berton | 3 de agost de 2001     | Ceratizit-WNT Pro Cycling (2024)        |  |
| Letizia Borghesi | 16 de octubre de 1998  | EF Education-TIBCO-SVB (2023)           |  |
| Kim Cadzow | 18 de desembre de 2001 | Team Jumbo-Visma (2023)                 |  |
| Henrietta Christie | 23 de gener de 2002    | Human Powered Health (2024)             |  |
| Clara Emond | 5 de febrer de 1997    | Arkéa Pro Cycling Team (2023)           |  |
| Veronica Ewers | 1 de setembre de 1994  | EF Education-TIBCO-SVB (2023)           |  |
| Kristen Faulkner | 18 de desembre de 1992 | Team Jayco AlUla (2023)                 |  |
| Lotta Henttala | 28 de juny de 1989     | AG Insurance-Soudal Quick-Step (2023)   |  |
| Alison Jackson | 14 de desembre de 1988 | EF Education-TIBCO-SVB (2023)           |  |
| Cédrine Kerbaol | 15 de maig de 2001     | Ceratizit-WNT Pro Cycling (2024)        |  |
| Nina Kessler | 4 de juliol de 1988    | Team Jayco AlUla (2023)                 |  |
| Mirre Knaven | 18 de agost de 2004    | AG Insurance-Soudal NXTG (2024)         |  |
| Sarah Roy | 27 de febrer de 1986   | Cofidis (2024)                          |  |
| Noemi Rüegg | 19 de abril de 2001    | Team Jumbo-Visma (2023)                 |  |
| Magdeleine Vallieres | 10 de agost de 2001    | EF Education-TIBCO-SVB (2023)           |  |
| Babette van der Wolf | 29 de abril de 2004    | Lifeplus Wahoo (2024)                   |  |
| Alexandra Volstad | 3 de gener de 2006     | Grouwels-Watersley R&D Road Team (2024) |  |
| |                        |                                         |  |
| Font: ProCyclingStats |                        |                                         |  |

| \| Llista de l'equip 2024 \| Llista de l'equip 2024 \| Llista de l'equip 2024 \| Llista de l'equip 2024 \| \| Ciclista \| Data de naixement \| Equip previ \| \| \| ----------------------------------- \| ---------------------- \| ------------------------------------- \| ---------------------- \| \| Megan Armitage \| 12 de agost de 1996 \| Arkéa Pro Cycling Team (2023) \| \| \| Letizia Borghesi \| 16 de octubre de 1998 \| EF Education-TIBCO-SVB (2023) \| \| \| Veronica Ewers \| 1 de setembre de 1994 \| EF Education-TIBCO-SVB (2023) \| \| \| Alison Jackson \| 14 de desembre de 1988 \| EF Education-TIBCO-SVB (2023) \| \| \| Nina Kessler \| 4 de juliol de 1988 \| Team Jayco AlUla (2023) \| \| \| Coryn Labecki (1 de gen–31 de jul) \| 26 de agost de 1992 \| Team Jumbo-Visma (2023) \| \| \| Noemi Rüegg \| 19 de abril de 2001 \| Team Jumbo-Visma (2023) \| \| \| Magdeleine Vallieres \| 10 de agost de 2001 \| EF Education-TIBCO-SVB (2023) \| \| \| Lotta Henttala \| 28 de juny de 1989 \| AG Insurance-Soudal Quick-Step (2023) \| \| \| Clara Koppenburg \| 3 de agost de 1995 \| Cofidis (2023) \| \| \| Elizabeth Stannard \| 27 de maig de 1997 \| Israel-Premier Tech Roland (2023) \| \| \| Kim Cadzow \| 18 de desembre de 2001 \| Team Jumbo-Visma (2023) \| \| \| Clara Emond \| 5 de febrer de 1997 \| Arkéa Pro Cycling Team (2023) \| \| \| Kristen Faulkner \| 18 de desembre de 1992 \| Team Jayco AlUla (2023) \| \| \| Natalie Quinn \| 23 de desembre de 2001 \| \| \| \| Mirre Knaven (24 de juny–31 de des) \| 18 de agost de 2004 \| AG Insurance-Soudal NXTG (2024) \| \| \| Maho Kakita (1 de ago–31 de des) \| 14 de desembre de 2004 \| Team Rakuten K Dreams (2024) \| \| \| \| \| \| \| \| Font: ProCyclingStats \| \| \| \| |                        |                                       |  |
| Llista de l'equip 2024 |                        |                                       |  |
| Ciclista | Data de naixement      | Equip previ                           |  |
| Megan Armitage | 12 de agost de 1996    | Arkéa Pro Cycling Team (2023)         |  |
| Letizia Borghesi | 16 de octubre de 1998  | EF Education-TIBCO-SVB (2023)         |  |
| Veronica Ewers | 1 de setembre de 1994  | EF Education-TIBCO-SVB (2023)         |  |
| Alison Jackson | 14 de desembre de 1988 | EF Education-TIBCO-SVB (2023)         |  |
| Nina Kessler | 4 de juliol de 1988    | Team Jayco AlUla (2023)               |  |
| Coryn Labecki (1 de gen–31 de jul) | 26 de agost de 1992    | Team Jumbo-Visma (2023)               |  |
| Noemi Rüegg | 19 de abril de 2001    | Team Jumbo-Visma (2023)               |  |
| Magdeleine Vallieres | 10 de agost de 2001    | EF Education-TIBCO-SVB (2023)         |  |
| Lotta Henttala | 28 de juny de 1989     | AG Insurance-Soudal Quick-Step (2023) |  |
| Clara Koppenburg | 3 de agost de 1995     | Cofidis (2023)                        |  |
| Elizabeth Stannard | 27 de maig de 1997     | Israel-Premier Tech Roland (2023)     |  |
| Kim Cadzow | 18 de desembre de 2001 | Team Jumbo-Visma (2023)               |  |
| Clara Emond | 5 de febrer de 1997    | Arkéa Pro Cycling Team (2023)         |  |
| Kristen Faulkner | 18 de desembre de 1992 | Team Jayco AlUla (2023)               |  |
| Natalie Quinn | 23 de desembre de 2001 |                                       |  |
| Mirre Knaven (24 de juny–31 de des) | 18 de agost de 2004    | AG Insurance-Soudal NXTG (2024)       |  |
| Maho Kakita (1 de ago–31 de des) | 14 de desembre de 2004 | Team Rakuten K Dreams (2024)          |  |
| |                        |                                       |  |
| Font: ProCyclingStats |                        |                                       |  |